# Dmitri Prischepa
Dmitry Prishchepa (Minsk, 21 de junio de 2001) es un futbolista bielorruso que juega en la demarcación de lateral izquierdo para el FC Ural Ekaterimburgo de la Liga Nacional de Fútbol de Rusia.

## Selección nacional
Tras jugar en las categorías inferiores de la selección, finalmente hizo su debut con la selección de fútbol de Bielorrusia en un partido de la Liga de Naciones de la UEFA 2024-25 contra Irlanda del Norte que finalizó con un resultado de 2-0 para el combinado norirlandés tras los goles de Daniel Ballard y Dion Charles.

## Clubes
| Club                        | País        | Año       | Partidos | Goles |
| --------------------------- | ----------- | --------- | -------- | ----- |
| FC Minsk                    | Bielorrusia | 2018-2020 | 39       | 0     |
| PFC Krylia Sovetov-2 Samara | Rusia       | 2021      | 5        | 0     |
| PFC Krylia Sovetov Samara   | Rusia       | 2021      | 4        | 0     |
| FC Veles Moscú (cedido)     | Rusia       | 2022      | 30       | 1     |
| FC Rotor Volgograd          | Rusia       | 2023-2025 | 67       | 4     |
| FC Ural Ekaterimburgo       | Rusia       | 2025-     |          |       |